# Ocupación militar

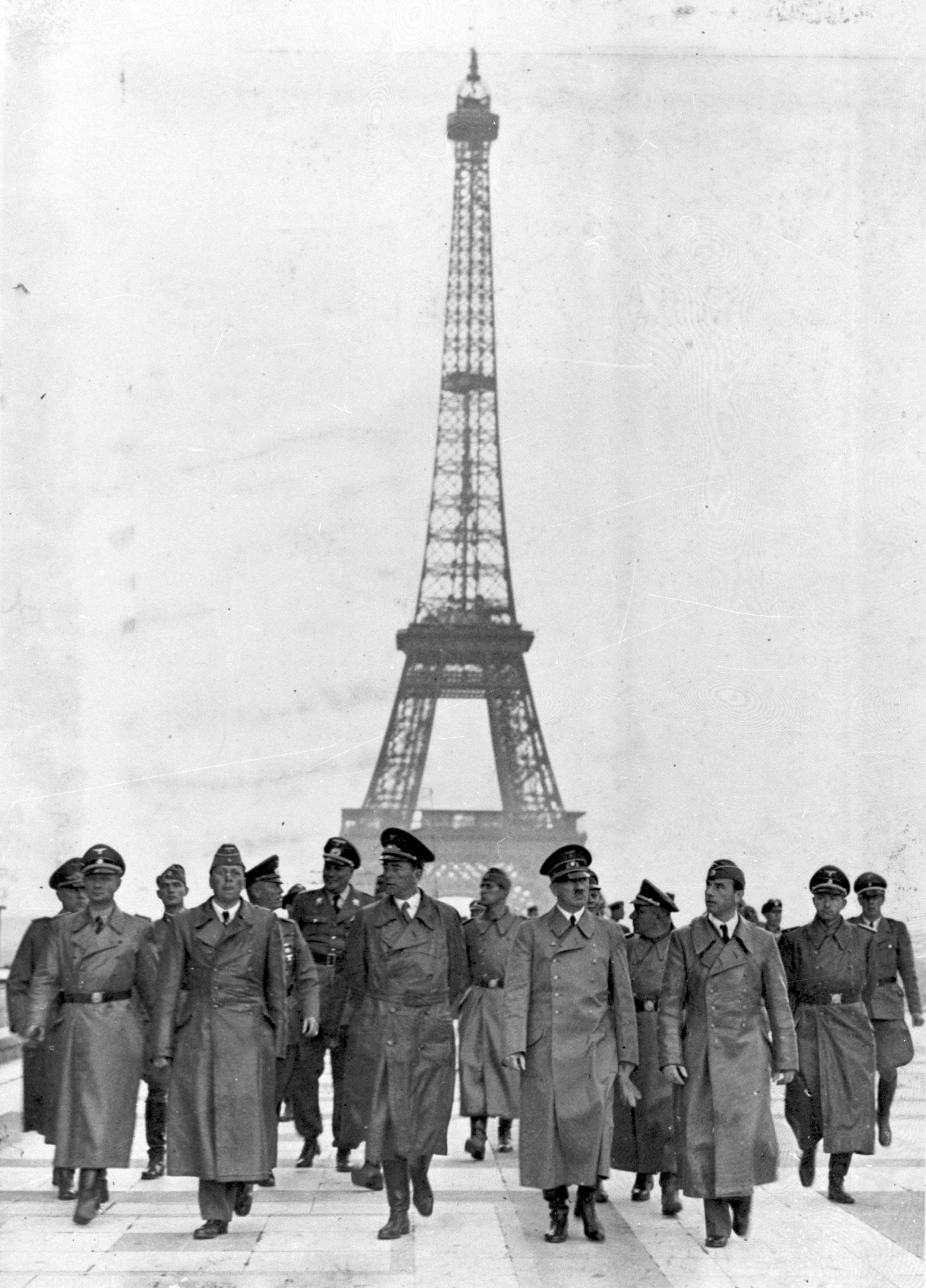
Adolf Hitler pasea delante de la torre Eiffel de París el 23 de junio de 1940, durante la ocupación de Francia por las fuerzas del Eje.

La ocupación militar es el control provisional efectivo por parte de una entidad de un cierto poder de decisión sobre un territorio que no está bajo su soberanía formal, sin la voluntad del soberano real. La ocupación militar se distingue de la anexión por su carácter temporal previsto —por ejemplo, no se hace reclamación de soberanía permanente—, por su naturaleza militar y porque los derechos de ciudadanía de la potencia ocupante no se confieren a la población subyugada.
Gobierno militar puede describirse en términos generales como la administración o supervisión de un territorio ocupado, o como la forma de gobierno de dicha administración. El gobierno militar se distingue de la ley marcial, que es el estatuto de excepción de aplicación de las normas legales ordinarias, por medio del cual se otorgan facultades extraordinarias a las fuerzas armadas o la policía en cuanto a la administración de justicia y resguardo del orden público.
Las reglas del gobierno militar están comprendidas en diversos acuerdos internacionales, principalmente en la Convención de La Haya de 1907, los Convenios de Ginebra de 1949, así como en la práctica estatal establecida. Las convenciones internacionales pertinentes, el Comité Internacional de la Cruz Roja y otros tratados de especialistas militares proporcionan directrices sobre temas tales como los derechos y deberes de la potencia ocupante, la protección de los civiles, el trato de los prisioneros de guerra, la coordinación del socorro, la expedición de pasaporte y visados, los derechos de propiedad de la población, la manipulación de los objetos culturales y de arte, la gestión de los refugiados y otros problemas que son muy importantes, tanto antes como después del cese de las hostilidades. Un país que establece un gobierno militar y viola internacionalmente las normas internacionales corre el riesgo de ser censurado, criticado o condenado. En la actualidad, las prácticas de gobierno militar se han convertido en gran medida en una parte del derecho internacional consuetudinario, y forman parte de las leyes de la guerra.
El artículo 42 de la Convención de La Haya de 1907 sobre guerra terrestre afirma: «Se considera como ocupado un territorio cuando se encuentra colocado de hecho bajo la autoridad del ejército enemigo. La ocupación no se extiende sino a los territorios donde esa autoridad esté establecida y en condiciones de ejercerse». Ni los Convenios de La Haya ni la Convención de Ginebra específicamente definen o distinguen un acto de «invasión». Solamente se emplea en ellos la terminología de «ocupación».

## Ejemplos de ocupaciones militares
En la mayoría de las guerras, algún territorio se coloca bajo la autoridad del ejército hostil. La mayoría de las ocupaciones terminan con el cese de las hostilidades. En algunos casos, el territorio ocupado es devuelto y en otros la tierra permanece bajo el control de la potencia ocupante, pero por lo general no como territorio ocupado militarmente. A veces el estado de las presencias es disputado por una parte en la situación. Los territorios más grandes bajo ocupación militar surgieron como resultado de la Primera Guerra Mundial y la Segunda Guerra Mundial:
- Administración del Territorio Enemigo Ocupado(OETA), que abarca gran parte del Medio Oriente durante 1917-1920, separada a los dominios francés (OETA Norte) y británico (OETA Sur);
- Ocupación aliada de Alemania (1945-49) después de la Segunda Guerra Mundial.

La ocupación suele ser una fase temporal, que precede a la devolución del territorio o a su anexión. Un número significativo de ocupaciones posteriores a 1945 han durado más de dos décadas, como las ocupaciones de Namibia por Sudáfrica y de Timor Oriental por Indonesia, así como las ocupaciones en curso de Chipre del Norte por Turquía y del Sáhara Occidental por Marruecos.  Una de las ocupaciones más largas del mundo es la ocupación israelí de Cisjordania, incluida Jerusalén Este y la Franja de Gaza (1967-presente).  Otras ocupaciones beligerantes prolongadas que se han alegado incluyen la ocupación por el Reino Unido de las Islas Malvinas (1833-presente) que Argentina reclama como territorio soberano y del Tíbet por la República Popular China (1950)
Segunda parte del Siglo XX:
- Ocupación de las repúblicas bálticas (1940-1991)
- Invasión soviética de Alemania Oriental (1953)
- Invasión soviética de Hungría (1956)
- Ocupación de la Franja de Gaza por Egipto (1959-1967)
- Invasión soviética de Checoslovaquia (1968)
- Ocupación turca de Chipre (1974-presente)
- Ocupación de Timor Oriental por Indonesia (1975-1999)
- Ocupación marroquí del Sahara Occidental (1975-presente)
- Ocupación somalí de la región de Ogadén (1977-1978)
- Ocupación vietnamita de Camboya (1979-1991)
- Ocupación soviética de Afganistán (1979-1989)
- Ocupación argentina de las Islas Malvinas (1982)
- Ocupación iraquí de Kuwait (1990)
- Territorios ocupados de Armenia que rodean al Nagorno Karabaj (1994-2020)

Siglo XXI
- Ocupación estadounidense de Afganistán (2001-2021)
- Ocupación estadounidense de Irak (2003-2011)
- Ocupación rusa de Georgia (1992),(2008)
- Ocupación rusa de Crimea (2014-presente)
- Ocupación rusa del Dombás (2014-presente)
- Ocupación turca del norte de Siria (2016-presente)
- Toma de control de Socotra por los Emiratos Árabes Unidos (2018)